# ماركو ألكسندر
ماركو ألكسندر (بالإنجليزية: Marco Alexander)‏ مواليد 14 أغسطس 1991 في سكوبيه، هو لاعب كرة سلة نيوزلندي بدأ مسيرته الاحترافية في سنة 2011 يلعب في الدوري النيوزيلندي لكرة السلة كلاعب هجوم خلفي ويحمل الرقم 11. لعب مع ملبورن يونايتد في الدوري الأسترالي لكرة السلة.